# Liste des spécialités régionales françaises de boissons
Cet article comprend les eaux minérales, sodas, sirop, apéritifs, alcools, digestifs régionaux.
- Pour les vins voir : Liste des spécialités régionales françaises de vins.
- Pour les bières voir : Liste de marques de bières brassées en France.

## Grand Est

### Bas-Rhin
- Vin chaud
- Kirsch (eau de vie de cerise)

### Haut-Rhin
- Eaux minérales : Wattwiller, Les sources de Soultzmatt (La Lisbeth, Elsass Cola, Nessel, Rivella), Carola eaux minérales de Ribeauvillé

### Aube
- Cacibel: boisson à base de cidre, cassis et miel.
- Cidre du Pays d'Othe.
- Prunelle de Troyes.
- Champagne
- Ratafia

### Haute-Marne
- Champagne
- Vins rouges et blancs

### Marne
- Apéritifs : le Kir royal
- Champagne
- Ratafia
- Fine de la Marne
- Vin : Coteaux-champenois

### Doubs
- Le pontarlier, un apéritif anisé
- L'absinthe de Pontarlier
- La liqueur de sapin

### Haute-Saône
- Kirsch de Fougerolles (AOC)
- Eau minérale de Velleminfroy

### Jura
- alcool: l'absinthe, l'alcool de gentiane, le crémant du Jura, le kirsch, le Macvin du Jura, le vin jaune, le vin de paille, les vins de Champlitte

### Meurthe-et-Moselle
- Liqueurs : la Liqueur de mirabelle
- Lorraine Cola

### Meuse
- Brasserie de Charmoy à Mouzay

### Moselle
- Lorina
- Viez (prononcé "fits", cidre à base de pommes et de poires)[1]
- Waldmeister

### Vosges
- Eaux minérales : Contrex, Hépar, Plombières, Vittel
- Eau de vie (Mirabelle)
- Crillon : boisson fermentée à base de rhubarbe

## Nouvelle-Aquitaine

### Dordogne
- Sarlanoix: apéritif à base de noix, issu d'une recette traditionnelle fabriquée depuis 150 ans par la Distillerie du Périgord à partir de macération d'écorces de noix vertes dans l'alcool, ajoutées à un vin de liqueur.

### Gironde
- Eaux minérales : Abatilles
- Apéritifs : le kir médocain, le Lillet
- Digestifs : la Marie Brizard

### Landes
- Eau-de-vie : Armagnac
- Floc de Gascogne

### Pyrénées-Atlantiques
- Le patxaran
- eau minerale d'ogeu les bains
- L'izarra

### Corrèze
- La liqueur de noix Denoix
- Salers (liqueur de gentiane)

### Haute-Vienne
- Feuillardier

### Charente-Maritime
- Pineau des Charentes (Rouge, Rosé et Blanc)
- Cognac

### Charente
- Pineau des Charentes (Rouge, Rosé et Blanc)
- Cognac

### Vienne
- Vins du Haut-Poitou

- Vin d'épines

## Auvergne-Rhône-Alpes

### Allier
- Apéritif : apéritif du Bourbonnais

### Cantal
- Avèze (liqueur de gentiane)

### Haute-Loire
- marquisette
- Verveine du Velay

### Puy-de-Dôme
- Eaux minérales : Volvic, Rozana, Chateldon
- Soda : l'Auvergnat Cola

### Ardèche
- Eau minérale du Pestrin (Ventadour)
- Eau minérale Vernet
- Eau minérale Reine des Basaltes
- Eau minérale Arcens
- Eau minérale Vals
- Marquisette
- myro
- castagnou
- Liqueur du coiron

### Drôme
- Marquisette
- Clairette de Die

### Isère
- Digestifs : la Chartreuse verte ou jaune, le génépi
- Boissons non alcoolisées: l'Antésite

### Loire
- Eaux minérales : Badoit

### Rhône
- Vin : le vignoble du Beaujolais
- Vin : le Beaujolais nouveau

### Savoie
- le génépi
- Chèvre (boisson)

### Haute-Savoie
- Eaux minérales : Évian
- Gnôle

## Normandie
- cidre, pommeau de Normandie
- Apéritifs : le kir normand

### Calvados
- Alcool : Le calvados

### Orne
- le poiré, le pommeau de Normandie, le cidre

### Eure
- le noyau de Vernon
- Pierval (eau de source)

### Seine-Maritime
- Alcool : la bénédictine
- Alcool : le cidre
- Apéritif : le pommeau

## Bourgogne-Franche-Comté
- Apéritifs : le téméraire
- Kir

### Doubs
Apéritif : Pontarlier (apéritif)

### Jura
- Apéritifs : Kir Jurassien, macvin
- Digestifs: Marc du Jura
- Vins: vin jaune, Vin de paille

### Côte-d'Or
Eau-de-vie : le marc de Bourgogne

### Yonne
- Vins : Chablis (AOC), Irancy (AOC)

## Bretagne
- Apéritifs : le chouchen, le kir breton, le cidre.
- Soda : le Breizh Cola.
- Digestifs : l'Élixir d'Armorique, le lambig
- Bière
- Whisky
- Cidre et ses dérivés (pommeau, fine)

### Ille-et-Vilaine
- la godinette (fraises et vin blanc marinés)

## Centre-Val de Loire

### Indre-et-Loire
Le Vouvray et le Chinon et le Saint-Nicolas de Bourgueil et le Montlouis

### Indre
whisky : Ouche nanon

### Loiret
- Alcool: eau de vie: Poire d'Olivet
- bière : La pucelle D'Orléans

## Corse
- Soda : le Corsica Cola, Hely soda à l'immortelle, le Moussor, à la pomme et caramel
- Limonade : la Limonade or, la Limunata Carina
- Eau de source plate : la Saint-Georges
- Eau plate : la Zilia
- Eau gazeuse : l'Orezza
- Nectar de fruits : O'Zia
- Apéritif : le Pastis Dami, le Mattei Cap-Corse rouge & blanc
- Whisky : PM single malt, PM vintage
- Eaux-de-vie de la Distillerie Mavela
- Crèmes et liqueurs : Myrte blanche, Myrte rouge, Cédratine, Castagna, L'impératrice (liqueur à la mandarine)

## DOM-TOM

### Guadeloupe
- Alcool : le rhum, le ti-punch et le punch antillais

### Guyane
- Cachiri
- Chocolat créole
- Madou (jus de fruits frais locaux)
- Rhum de Guyane, La belle Cabresse (Saint-Laurent-Du-Maroni) et le rhum agricole,
- le punch et le ti-punch
- Sirop local, Délices de Guyane (Rémire)

### Martinique
- Alcool : le rhum et le rhum agricole, le ti-punch et le punch antillais

### La Réunion
- Alcool : le rhum de La Réunion, le rhum arrangé
- La dodo (bière locale)

### Nouvelle-Calédonie
- Alcool : la liqueur de letchi
- Café : Le Roy

## Île-de-France

### Essonne
- le vin de Cresson de Méréville

### Seine-et-Marne
- sirop de rose

### Yvelines
- Liqueurs : le Grand Marnier, le noyau de Poissy

## Occitanie

### Ariège
- Eaux minérales : Montcalm (eau minérale) à Auzat ; L'eau neuve à Mérens-les-Vals

### Aude
- Blanquette de Limoux

### Gard
- Eaux minérales : Perrier

### Hérault
- Apéritifs : le muscat de Mireval

### Lozère
- Eaux minérales : Quézac (eau minérale)

### Pyrénées-Orientales
Banyuls, Muscat, Rancio

### Aveyron
- Le Ratafia

### Gers
- Alcools : l'armagnac, le floc, le pousse-rapière

### Haute-Garonne
- Get 27

### Hautes-Pyrénées
- Frênette des Pyrénées : décoction filtrée puis fermentée à partir de feuilles de frêne

### Lot
Vin de Cahors (AOP) 
Coteaux de Glanes (IGP), vin du Nord du Lot
Fénelon (apéritif à base de vin rouge et de noix)
Vieille prune (eau-de-vie)

## Hauts-de-France

### Aisne
Apéritif aux fruits rouges. En Thiérache, il existe l'appellation des "vins de fruits".
Vin mousseux : le Champagne (AOC)

### Nord
- Alcools : alcool de genièvre de Loos et de Wambrechies
- Liqueurs : la bistouille (mélange d'eau-de-vie, en général genièvre ou cognac avec du café), apparentée au champoreau[2]

### Pas-de-Calais
- Frênette ou cidre de frêne : décoction filtrée puis fermentée à partir de feuilles de frêne
- Perlé : fermentation de fruits rouges (groseille, framboise, cerise, ...)
- Eau-de-vie : genièvre de Houlle

## Pays de la Loire

### Loire-Atlantique
- nantillais, sirop de gingembre, zestes d'orange douce, citron jaune, cassis ou fleur d'hibiscus

### Maine-et-Loire
- Anjou Cola
- Guignolet (Giffard, Combier, etc.)
- Menthe-pastille (Giffard)
- Soupe angevine
- Triple sec (Combier, Cointreau)

### Mayenne
- Apéritifs : le pommeau (apéritif à la pomme)

### Sarthe
• Vin : Jasnières
• Vin : Coteaux-du-loir

### Vendée
- vin d'épines
- Kamok (liqueur de café)

## Provence-Alpes-Côte d'Azur

### Alpes-de-Haute-Provence
- apéritifs et liqueurs des Distilleries et Domaines de Provence de Forcalquier :  vins de noix, rinquinquin, vin d'orange, génépi, pastis Henri Bardoin, bau des muscats (frizzant), farigoule (liqueur de thym)

### Bouches-du-Rhône
- pastis
- gambetta

### Hautes-Alpes
Génépi

### Vaucluse
- anis Pernod
- origan du Comtat de la distillerie A. Blachère à Avignon